# In Concert In Auditorio Nacional
Drake Bell In Concert Auditorio Nacional Es el DVD del actor y cantante estadounidense Drake Bell que fue lanzado el 18 de diciembre del 2008. El DVD contiene un fotaje de él y su banda tocando en vivo en su tour que dieron en México en octubre del 2008.
También presenta 2 nuevas canciones y 5 covers, los cuales están exclusivamente en el DVD.

## Canciones
1. "Up Periscope"
2. "Do What You Want"
3. "Saturday Night"
4. "Sea Song"
5. "I Know"
6. "Makes Me Happy"
7. "Fool the World"
8. "Joining a Fan Club"
9. "Found A Way"
10. "Somehow"
11. "Too Hip Gotta Go"
12. "Fallen For You"
13. "Rusted Silhouette"
14. "Break Me Down"
15. "End It Good"
16. "C.C. Rider"
17. "All Alone At The Disco"
18. "Little Miss Prissy"

- Datos: Q5914709